# Canadian Rugby Championship 2016
Canadian Rugby Championship 2016 – ósma edycja najwyższej klasy rozgrywkowej w męskim rugby union w Kanadzie. Zawody odbywały się w dniach 4 czerwca–24 lipca 2016 roku.

## Informacje ogólne
Każda z drużyn – Ontario Blues, Prairie Wolf Pack, Atlantic Rock i BC Bears – rozgrywała dwumecze z zespołem z własnej dywizji i po jednym spotkaniu z drużynami z drugiej dywizji. Za zwycięstwo, remis i porażkę przysługiwało odpowiednio cztery, dwa i zero punktów, punkt bonusowy można było otrzymać za zdobycie przynajmniej czterech przyłożeń lub też za przegraną nie więcej niż siedmioma punktami.
Przed ostatnią kolejką szanse na końcowy triumf miały trzy zespoły, jednak dzięki bonusowemu zwycięstwu tytuł po roku przerwy odzyskali zawodnicy Ontario Blues. Najwięcej punktów w zawodach zdobył Brock Staller, zaś w klasyfikacji przyłożeń zwyciężył z trzema Kainoa Lloyd.

## Faza grupowa
| 4 czerwca 201617:00 | Ontario Blues | 12:22 | Atlantic Rock | Sherwood Forest Park, Burlington |
| 4 czerwca 201617:00 |               | 12:22 |               | Sherwood Forest Park, Burlington |

| 2 lipca 201615:00 | Prairie Wolf Pack | 27:21 | BC Bears | Calgary Rugby Park, Calgary |
| 2 lipca 201615:00 |                   | 27:21 |          | Calgary Rugby Park, Calgary |

| 2 lipca 201615:00 | Atlantic Rock | 13:24 | Ontario Blues | Swilers Rugby Complex, St. John’s |
| 2 lipca 201615:00 |               | 13:24 |               | Swilers Rugby Complex, St. John’s |

| 9 lipca 201615:00 | BC Bears | 17:25 | Prairie Wolf Pack | University of Victoria, Victoria |
| 9 lipca 201615:00 |          | 17:25 |                   | University of Victoria, Victoria |

| 21 lipca 201615:00 | Atlantic Rock | 20:6 | BC Bears | Swilers Rugby Complex, St. John’s |
| 21 lipca 201615:00 |               | 20:6 |          | Swilers Rugby Complex, St. John’s |

| 21 lipca 201618:30 | Ontario Blues | 18:0 | Prairie Wolf Pack | Fletcher’s Fields, Markham |
| 21 lipca 201618:30 |               | 18:0 |                   | Fletcher’s Fields, Markham |

| 24 lipca 201615:00 | Atlantic Rock | 20:21 | Prairie Wolf Pack | Swilers Rugby Complex, St. John’s |
| 24 lipca 201615:00 |               | 20:21 |                   | Swilers Rugby Complex, St. John’s |

| 24 lipca 201615:30 | Ontario Blues | 50:21 | BC Bears | Fletcher’s Fields, Markham |
| 24 lipca 201615:30 |               | 50:21 |          | Fletcher’s Fields, Markham |